# Sokli
Sokli är ett karbonatitintrusiv i Tulppio, Savukoski, Lapplands län, Finland. Det är ett av världens största, och består av fyra komplex, samt innehåller syeniter och feniter. Sokli är en del av den alkalina Kolaprovinsen. Forskning bedrivs gällande området för utnyttjande av niob, av vilket man beräknar att det finns 100 000 ton, och fosfat.